# Vipiteno
Vipiteno, németül: Sterzing település Olaszországban, Bolzano autonóm megyében. Lakosainak száma 6915 fő (2023. január 1.). Vipiteno Campo di Trens, Racines, Val di Vizze és Brennero községekkel határos.

## Népesség
A település népességének változása:
| Lakosok száma | 6076 | 6875 | 6956 | 6915 |
|               | 2008 | 2017 | 2018 | 2023 |

## Képek

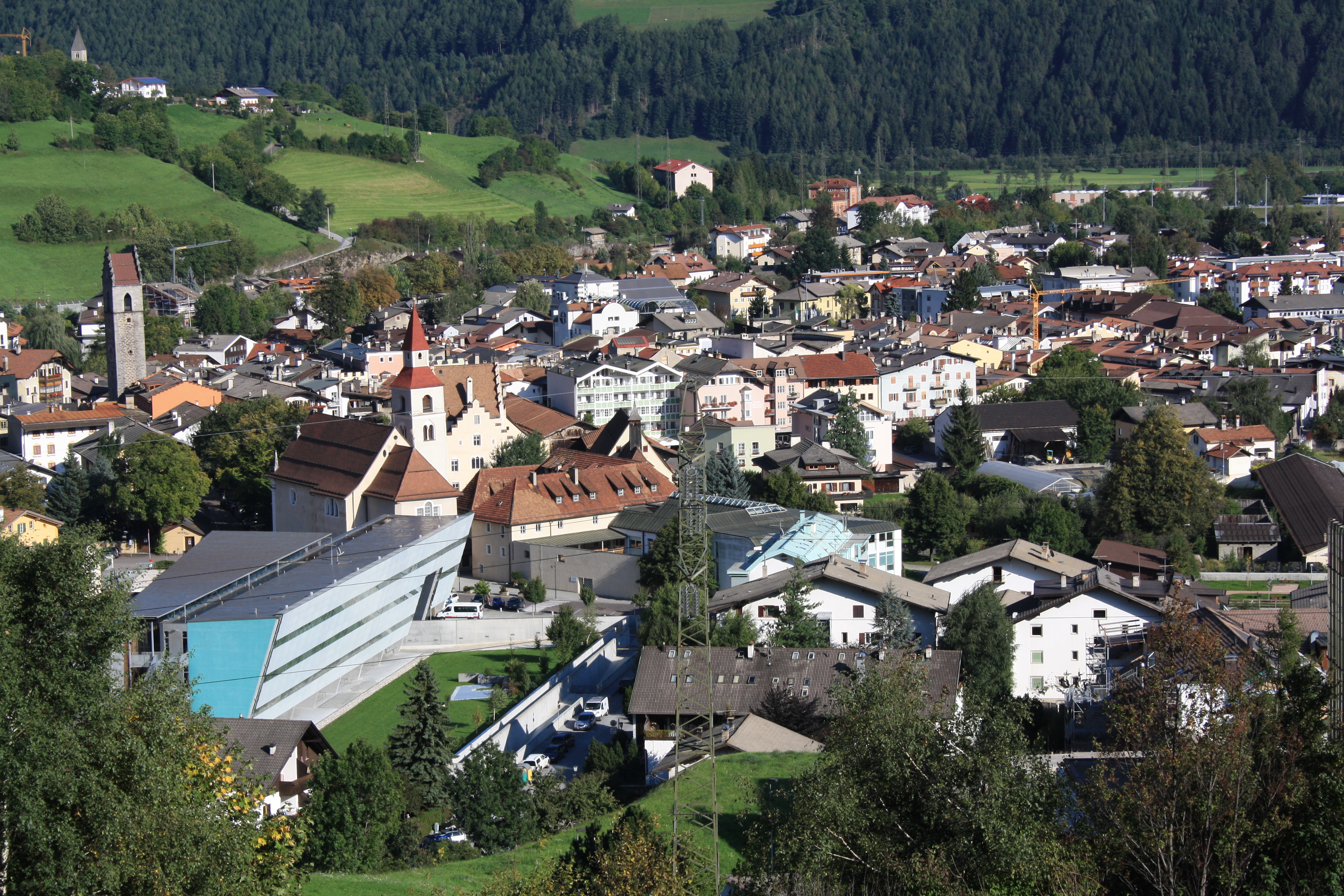
Látkép
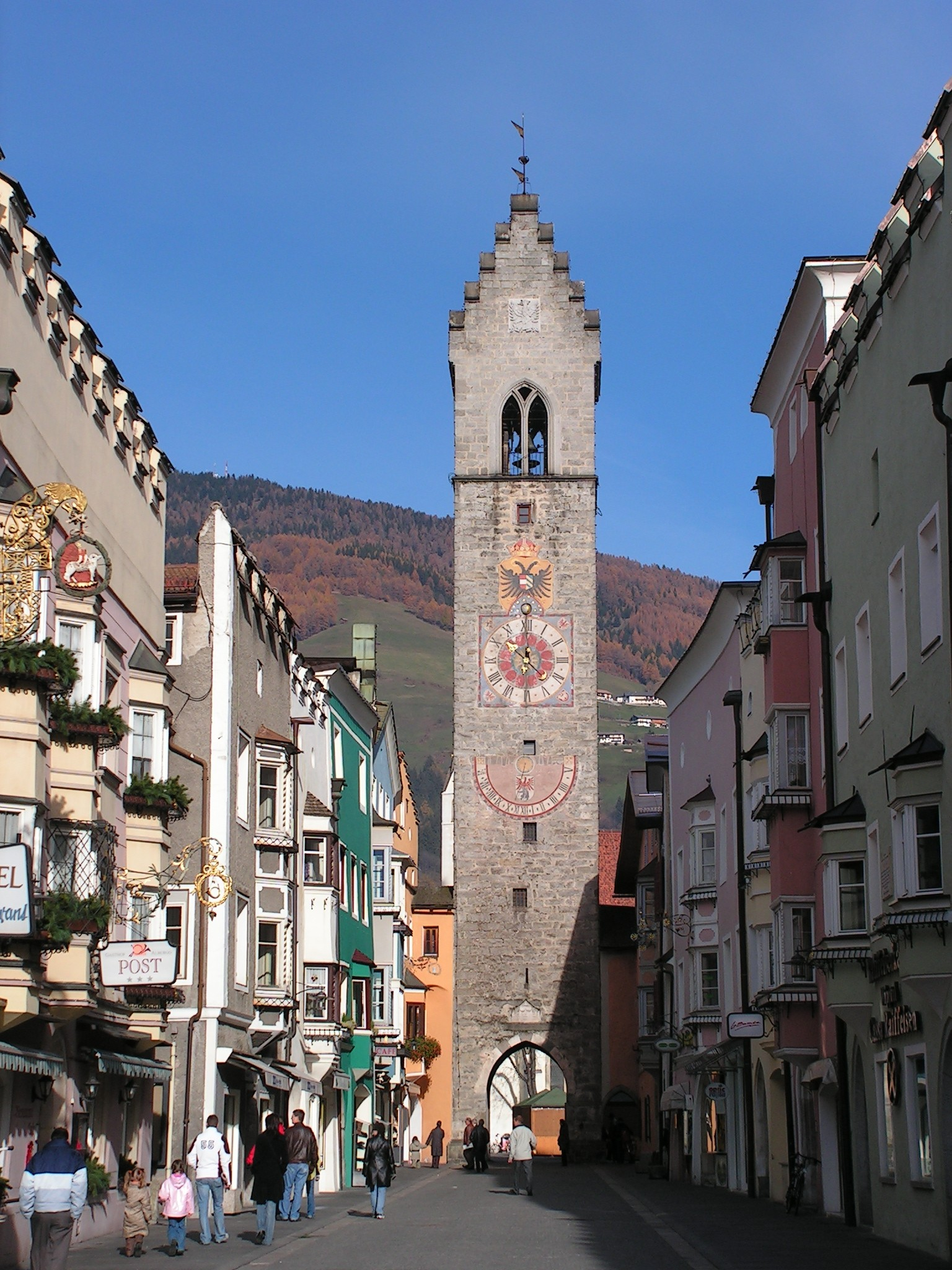
Zwölferturm
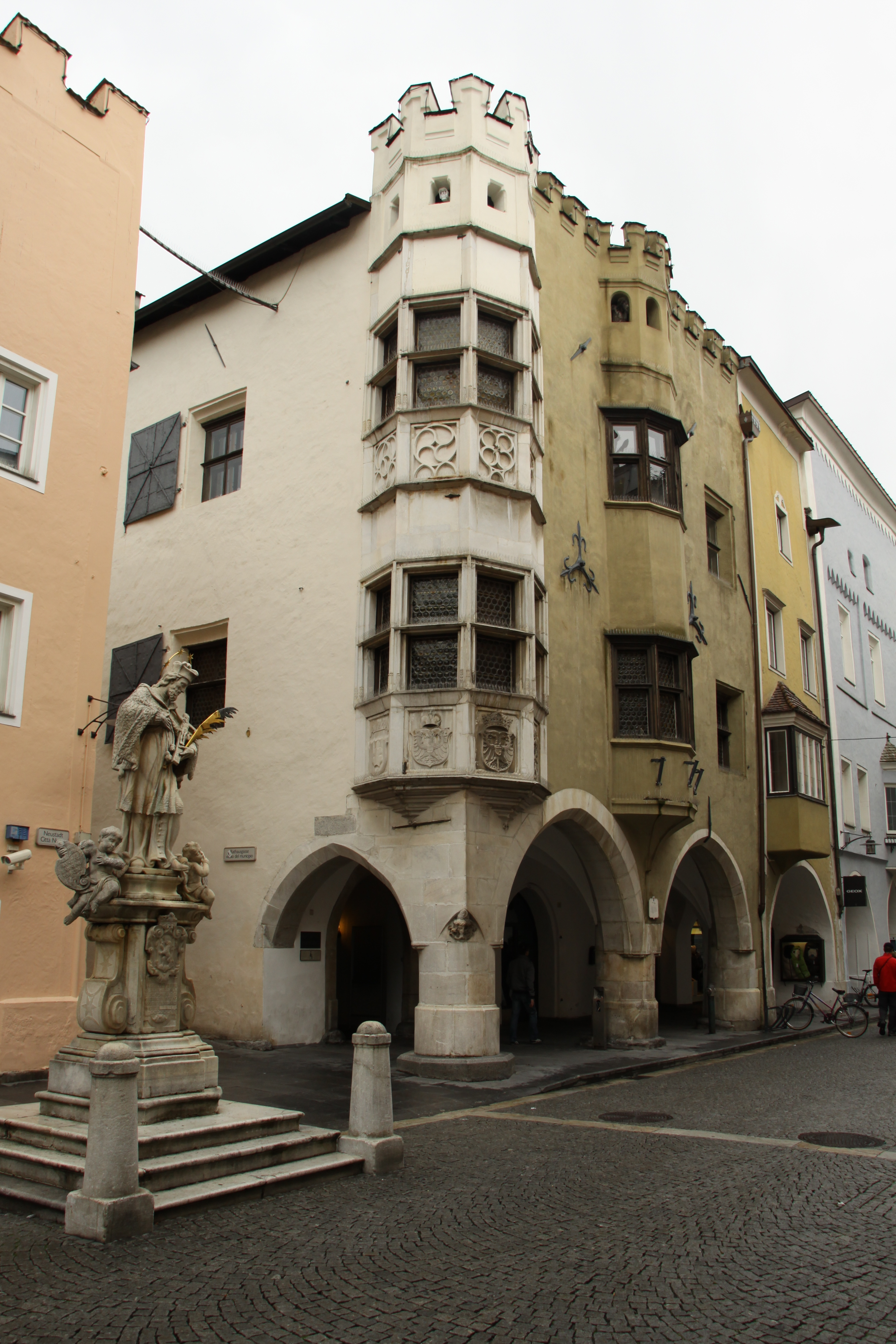
Városháza
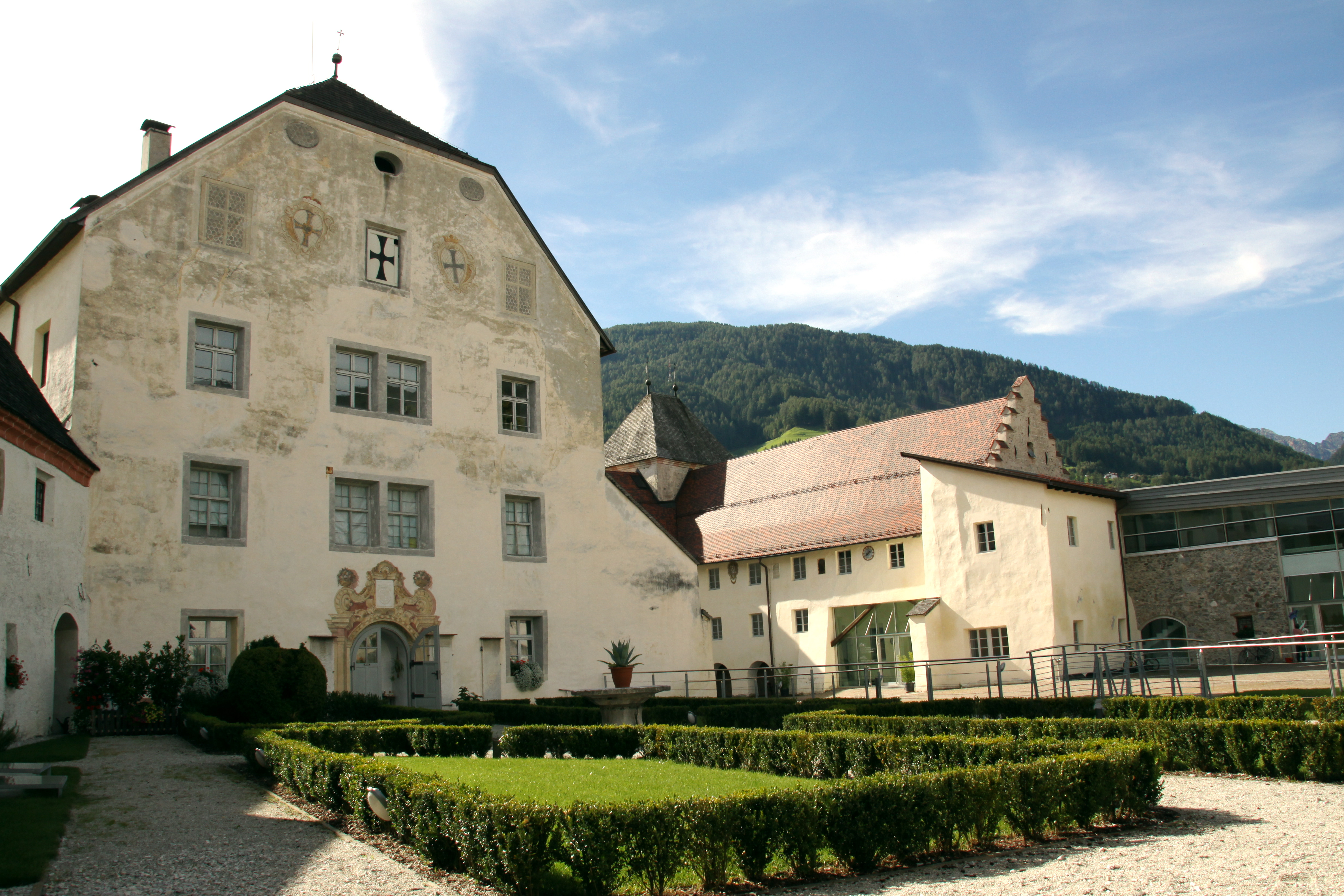
Multscher Museum helytörténeti múzeum
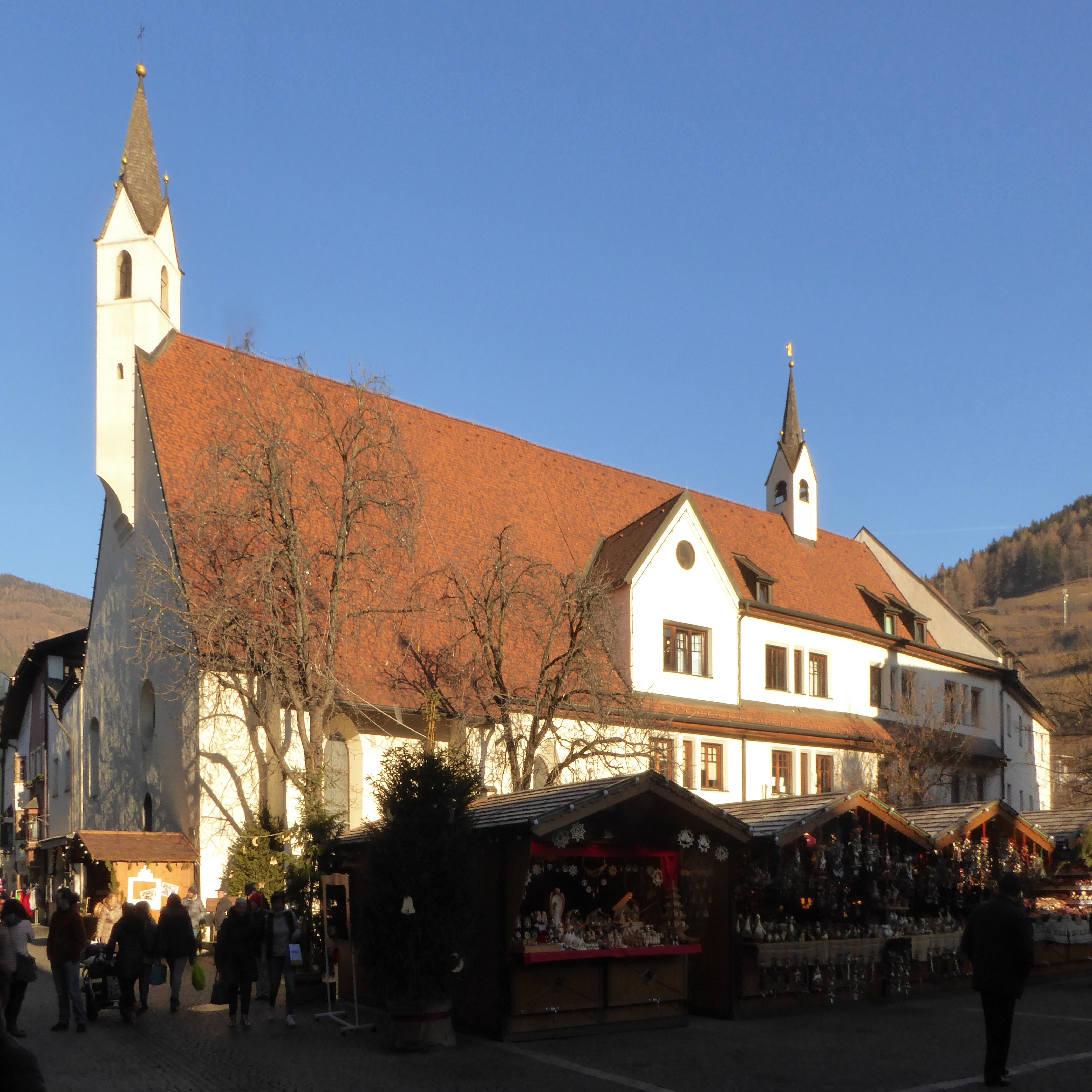
Szentlélek templom
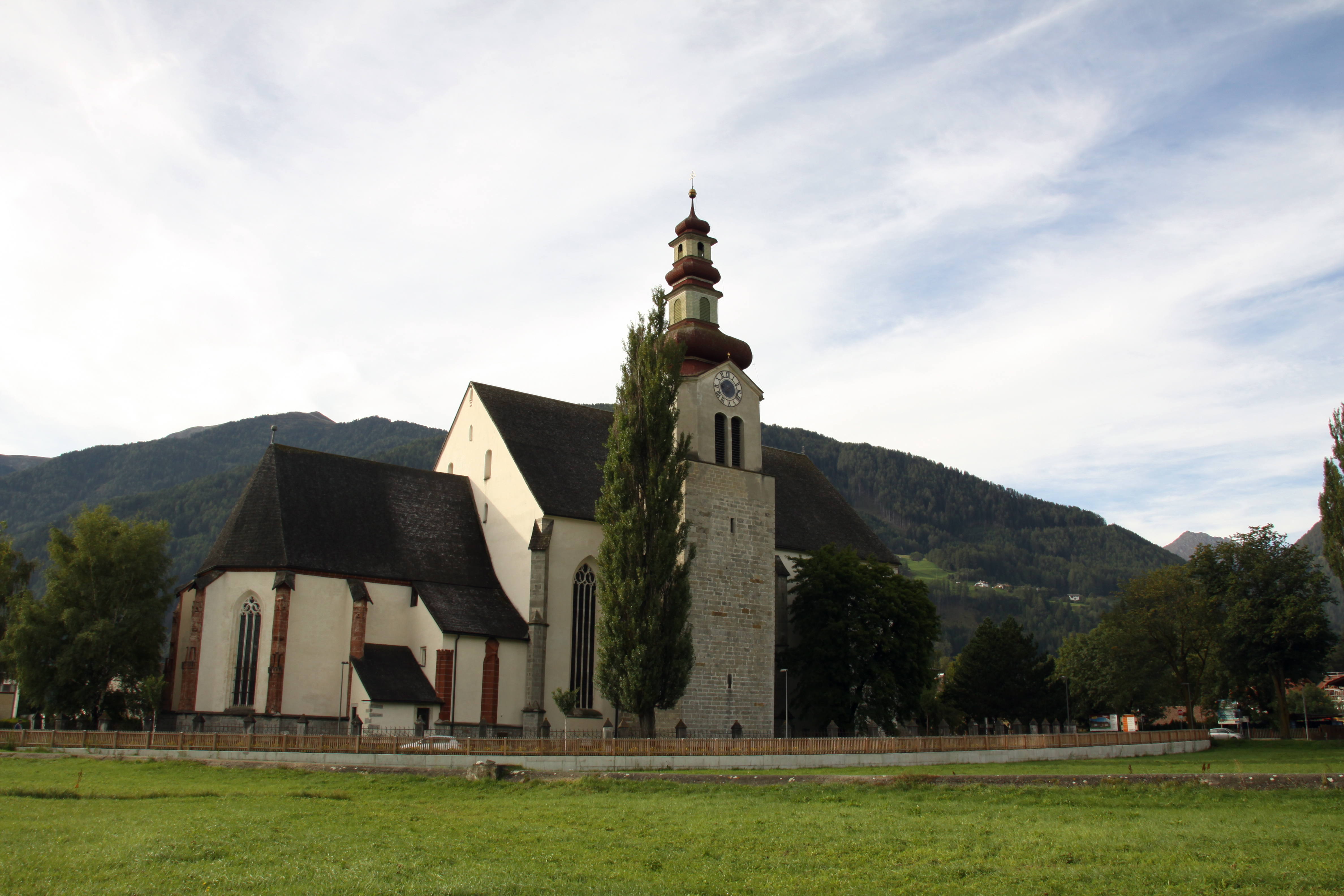
Miasszonyunk plébániatemplom